# Stanley Fahlstrom
Stanley Fahlstrom es un deportista estadounidense que compitió en vela en la clase Star. Ganó dos medallas de oro en el Campeonato Mundial de Star, en los años 1942 y 1949.

## Palmarés internacional
| Campeonato Mundial | Campeonato Mundial             | Campeonato Mundial | Campeonato Mundial |
| Año                | Lugar                          | Medalla            | Clase              |
| ------------------ | ------------------------------ | ------------------ | ------------------ |
| 1942               | Lago Míchigan (Estados Unidos) | Medalla de oro     | Star               |
| 1949               | Chicago (Estados Unidos)       | Medalla de oro     | Star               |